# 桑名藩

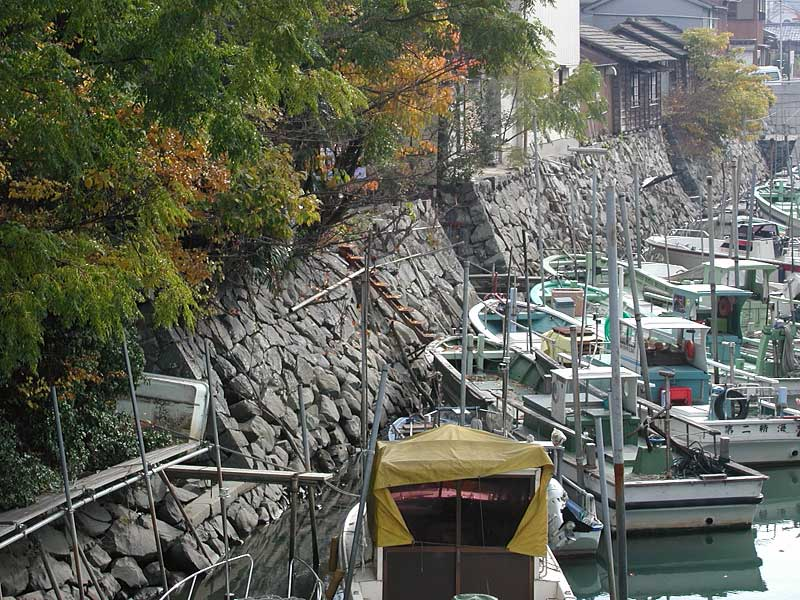
桑名城の石垣

桑名藩（くわなはん）は、江戸時代に伊勢国桑名に存在した藩。藩庁は桑名城（現在の三重県桑名市吉之丸）。越後国の中越にも領地があり柏崎陣屋が統治した。

## 江戸藩邸
- 上屋敷　北八丁堀 9,301坪（内河岸685坪）

寛永13年（1636年）松平定綱が屋敷を拝領したのが始まりと言われる。江戸時代を通じて上屋敷として使われた。元禄7年（1694年）1月23日に門前の堀に架かる橋を越中橋と言ったが、戊辰戦争で松平定敬が負けたので、以後は久安橋と改名された。今は堀底が道路となっていて久安橋は健在である。
- 中屋敷　元矢之倉 1,760坪余（松平丹波守へ貸す）

寛政5年（1793年）12月28日に巣鴨にあった中屋敷に替えて、拝領した。寛政5年7月23日に松平定信（白河藩主）が老中を退任しているので、それに関係があるかも知れない。文化5年（1808年）4月13日に元矢之倉屋敷は市ヶ谷2,700坪余と交換している。しかし弘化3年（1846年）閏5月18日に市ヶ谷屋敷と交換し、元矢之倉1,760坪余を入手している。
- 中屋敷　深川富岡八幡宮前610坪

何時ごろから拝領しているのか不詳である。この屋敷は江戸湾に面しているので、船が発着する蔵屋敷であったと思われる。
- 下屋敷　向築地 15,676坪4合余（内346坪余稲葉長門守へ貸す）下谷竹門にあった屋敷と交換する形で松平定信が幕府の老中首座在任中の寛政4年閏2月12日に拝領したもので、定信の功績により与えられた屋敷である。ここは一橋家の屋敷地の一部であった。ここに定信は庭園を造り、浴恩園と名づけた。
- 下屋敷　白金村503坪（伊達若狭守へ貸す）

天保14年（1843年）8月7日に、蛎殻町の下屋敷3,937坪と交換して拝領したものであるが、面積が大きく違っているし、且つ中心部から離れた場所との交換。
- 桑名藩独自で抱えている屋敷は、小石川大塚で11,765坪、上大崎村・下大崎村入会4,796坪などがあった。

## 藩史

### 前史

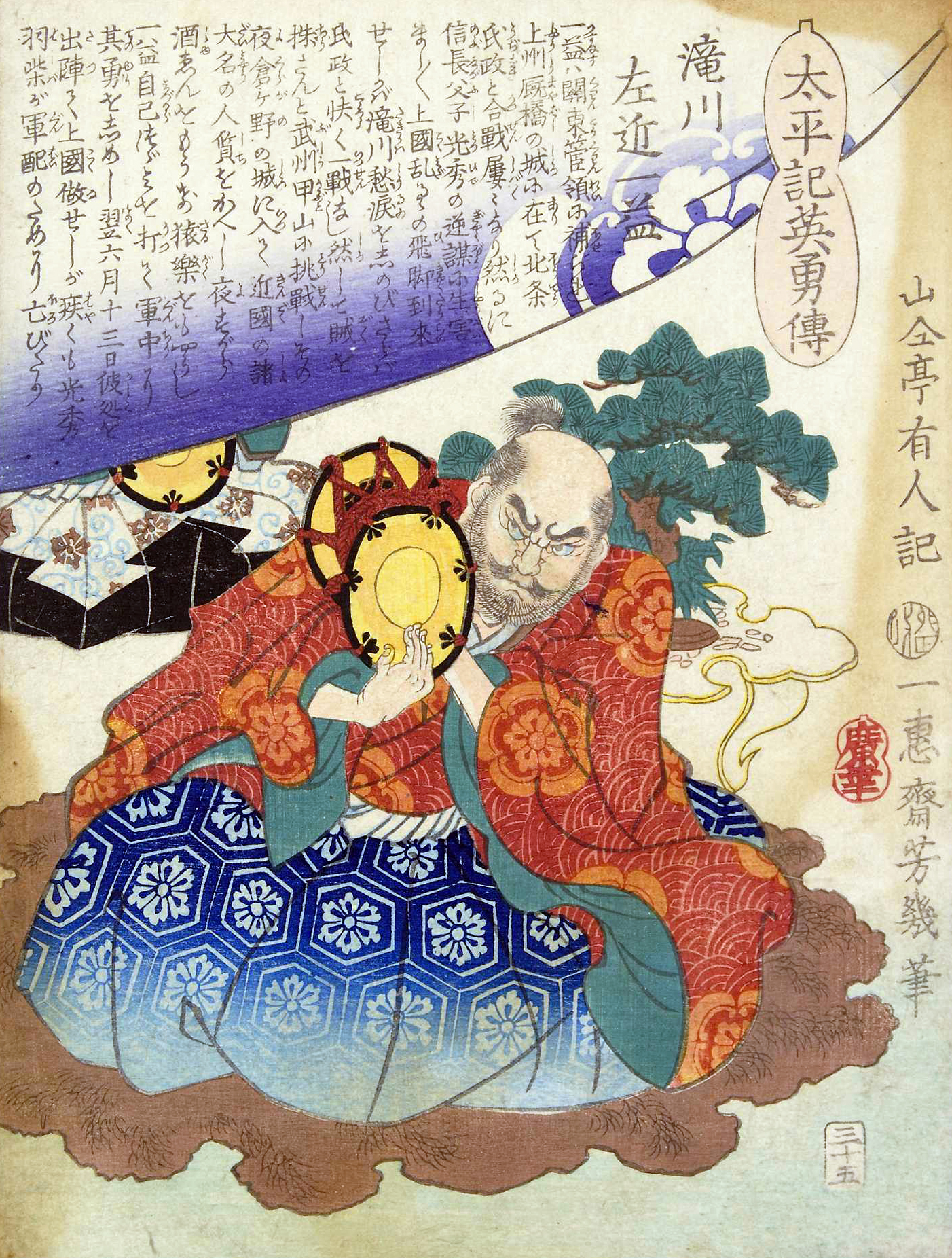
滝川一益

桑名は中世より「十楽の津」と呼ばれ、商人の港町と交易の中心地として発展した。永正12年（1515年）頃の連歌師・宗長の手記では「港の広さが5、6町。寺々家々の数が数千軒、停泊する数千艘の船の明かりが川に映って、星のきらめくように見える」とある。
伊勢国北部の北勢四十八家の支配地域は長島一向一揆など本願寺仏教戦争の結果、安土織田政権で織田信長の支配下に入り、桑名地域には信長の家臣・滝川一益が入るが。しかし、一益は長島城を修築して居城としたため、桑名城は家臣が守備した。滝川は信長没後に羽柴秀吉と対立して没落し（賤ヶ岳の戦い）、信長の次男・織田信雄の支配下に入る。天正18年（1590年）の小田原征伐後、伊勢国を支配していた信雄は、秀吉の駿河転封の命令を拒絶して改易され、伊勢国は豊臣家臣が分散して入封することになった。桑名には天正19年（1591年）に秀吉の家臣・一柳直盛が入封し、規模は小さいが築城も行われている。文禄4年（1595年）からはかつての西美濃三人衆として信長の下で勇名を轟かせた氏家直元の次男・氏家行広が2万2000石で入った。慶長5年（1600年）9月、関ヶ原の戦いで行広は西軍に与して桑名城を守備したが、西軍が敗れて壊滅したため、戦後に徳川家康によって改易された。

### 本多忠勝家の時代

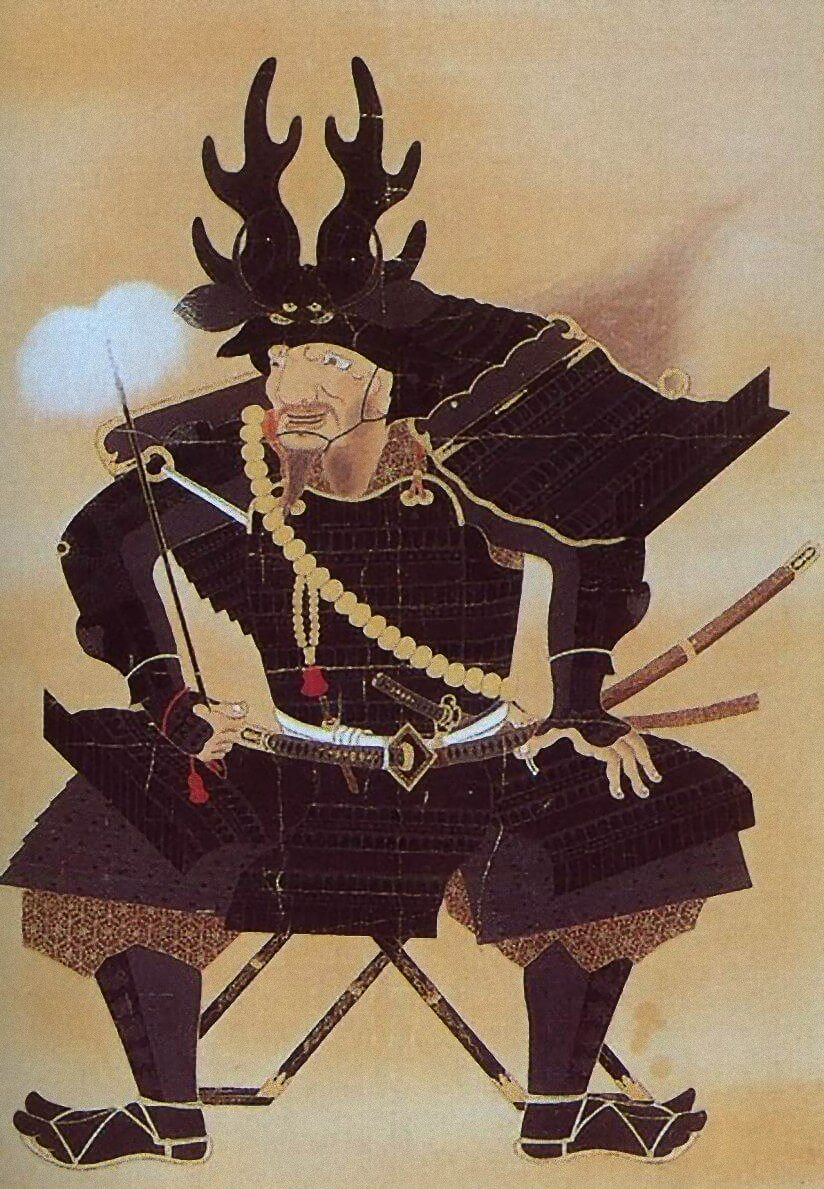
初代藩主本多忠勝

慶長6年（1601年）1月1日、上総大多喜藩より家康譜代の重臣・本多忠勝が10万石で入ったことにより、桑名藩が立藩する。忠勝は徳川四天王の1人としてその武名を天下に轟かせた猛者であり、後代に武田信玄や織田信長らから賞賛されたという伝承が成立した武将で、桑名藩の歴代藩主の中で最も有名な人物である。忠勝は関ヶ原の戦いでは本戦に参加して武功を挙げるなど、武勇ばかりが際立って目立つが、藩政では「慶長の町割り」と呼ばれる大規模な町割りや城郭の増改築などを積極的に行って、今日まで続く桑名市街の基礎となり、さらに東海道宿場の整備も行われて、実質的に桑名藩政を確立した名君でもあった。
慶長14年（1609年）、忠勝は隠居して嫡男・本多忠政が第2代藩主となる。大坂の陣では徳川方の先鋒として参戦し、大坂方の薄田兼相や毛利勝永らと激戦を繰り広げた。また大坂の陣後、家康の孫娘で豊臣秀頼の正室であった千姫と忠政嫡男の本多忠刻が婚姻したこともあり、元和3年（1617年）7月14日に忠政は先の武功により西国の押さえとして播磨姫路藩15万石に加増移封され、忠刻は千姫の化粧料として10万石を（姫路新田藩）、忠刻の実弟・本多政朝が5万石をそれぞれ与えられて播磨に移封となった。

### 久松松平家の時代（第1期）
本多家に代わって家康の異父弟である松平定勝が、山城伏見藩5万石から6万石加増の11万石で入った。元和6年（1620年）には伊勢長島領7000石を与えられて11万7000石となる。定勝は寛永元年（1624年）3月14日に死去し、第2代藩主は次男の松平定行が継いだ。この際に7000石を弟の松平定房に分与したため、再び11万石となった。定行は水道の設置、上水道（町屋御用水）工事、城下における湿地の開拓による三崎新田の開発などに尽力したが、寛永12年（1635年）7月28日に15万石に加増された上で伊予松山藩に移封された。
このため、美濃大垣藩6万石より定行の弟・松平定綱が11万3000石に加増されて入る。定綱も新田開発や水利の整備、家臣団編成などに尽力し名君としての誉れが高く、実際の桑名藩祖は定綱であるともいわれており、実際に鎮国公、鎮国大明神として祭られている。しかし桑名は洪水が相次ぐ場所で、慶安3年（1650年）の大洪水では6万4000石もの被害をもたらす大惨事となった。
慶安4年（1651年）12月に定綱は没し、第4代藩主には次男の松平定良が承応元年（1652年）2月に就任するも、病弱のため明暦3年（1657年）7月に死去した。このため伊予松山藩より養子として松平定重が第5代藩主として入る。この定重は53年にわたって桑名を支配するという長期政権であったが、この時代には天災が相次ぎ、天和元年（1681年）、天和3年（1683年）、貞享3年（1686年）、元禄3年（1690年）、元禄8年（1695年）、元禄14年（1701年）、宝永4年（1707年）と立て続けに水害が発生し、火災においても寛文5年（1665年）、元禄14年（1701年）、元禄15年（1702年）、宝永4年（1707年）と発生した。
このため家臣の減給やリストラが頻繁に行われたが、定重は8石3人扶持の小者であった野村増右衛門を郡代に抜擢し、野村は倹約令や新田開発など藩政の再建に敏腕を振るった。これは大成功だったが、譜代の家臣団の嫉視を買い、宝永7年（1710年）5月29日に野村は死罪に処された（野村騒動）。そしてこの騒動が幕府にも知られるところとなり、閏8月15日に定重は越後高田藩に懲罰的な移封を命じられた。

### 奥平松平家の時代

奥平松平家の家紋（桑名団扇）

次に藩主となったのは奥平松平家の当主・松平忠雅で、備後福山藩から10万石で入った。この奥平松平家は徳川家康の重臣・奥平信昌と家康の長女・亀姫との間に生まれた四男・松平忠明の系統である。奥平松平家は元禄4年（1691年）に忠雅の祖父・松平忠弘が陸奥白河藩主だった時に白河騒動と称される御家騒動を起こして5万石削減と家老の処罰、出羽山形藩への左遷移封など処罰を受けていた家であったが、忠弘の跡を継いだ忠雅は中興の名君として学問の振興や寺社の改築などを行った。延享3年（1746年）に忠雅は死去し、四男の松平忠刻が第2代藩主を継いだ。この忠刻の時代に宝暦治水が行われて薩摩藩では平田靭負以下病死者32人、自殺者52人を出して幕府と桑名藩に対する怨念が残った。忠刻は明和8年（1771年）に隠居し、次男の松平忠啓が第3代藩主となる。この時代には天明2年（1782年）に4度の洪水が起こって被害が大きく、それに連鎖して年貢減免を求める百姓一揆も起こる始末で、藩財政も悪化した。
天明6年（1786年）に忠啓が死去すると、家督は婿養子で紀州徳川家の出身の松平忠功が第4代藩主となり、寛政期に学問の奨励を中心とした改革を行うが、病弱のため寛政5年（1793年）に隠居した。第5代藩主には忠功の実弟・松平忠和が継ぎ、学問の振興を行い藩校・進修館を創設した。享和2年（1802年）に忠和は死去し、家督は越後与板藩から迎えた婿養子の松平忠翼（ただすけ）が第6代藩主を継いだ。忠翼は文政4年（1821年）に死去し、長男の松平忠堯が第7代藩主を継いだ。そして文政6年（1823年）3月24日、忠堯は武蔵忍藩に移封を命じられるが、これに反対する一揆も起こるほどだった（文政桑名農民一揆）。これは藩が農民から講金を預かり藩財政の助成に当てていたが、突然の移封命令で返済できぬままに忍に移ろうとしたためで、藩は豪商の山田彦右衛門に肩代わりしてもらって共に忍藩に移った。しかし移封準備の最中に一揆が起こったので藩士も農民も動揺し、農民一揆で庄屋は20も襲われ、一揆の鎮定には周囲の藩から援軍を得て鎮定して一揆の首謀者は処刑された。この引っ越しの移動では漬物樽や墓石まで持って引っ越す家族までおり、忍に12日から13日かけてようやく到着しても武士やその家族が住むための家の数が足りず、やむなく共同生活を強いられて人々は桑名時代の愚痴をこぼしたという。これは奥平松平家が白河騒動で5万石を削減されていたのに家臣の数を減らしておらず、忍藩主だった阿部家は家臣が391人だったのに対して奥平松平家はその3倍も存在したからであり、藩では大慌てで住居の増設を行ったが、このために奥平松平家は桑名時代の借財から引越し費用、引越し後の費用で合計して10万両以上の借財を築き上げた。

### 久松松平家の時代（第2期）

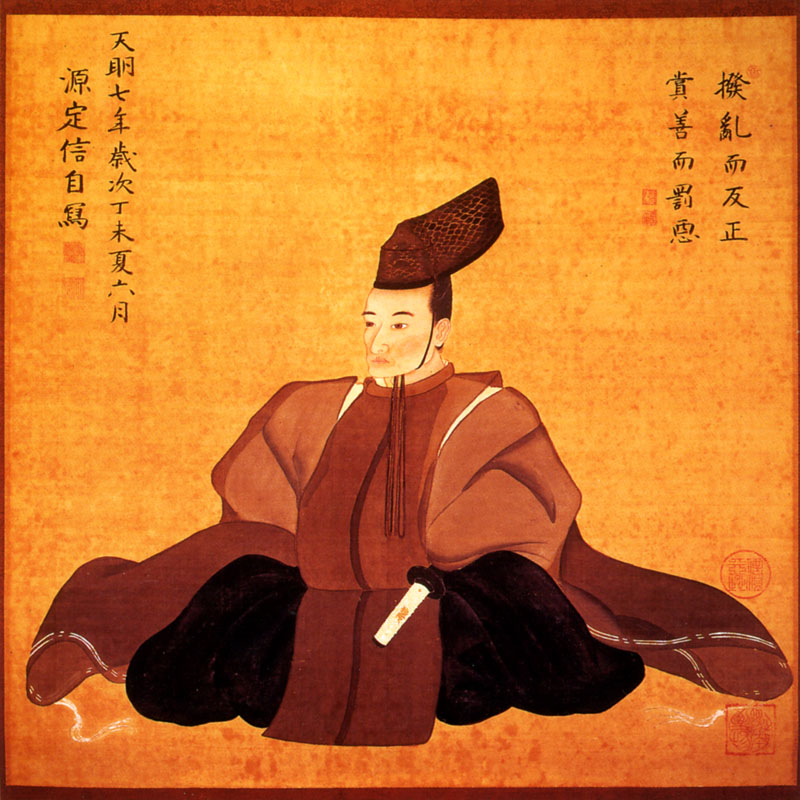
移封を望んだ松平定信

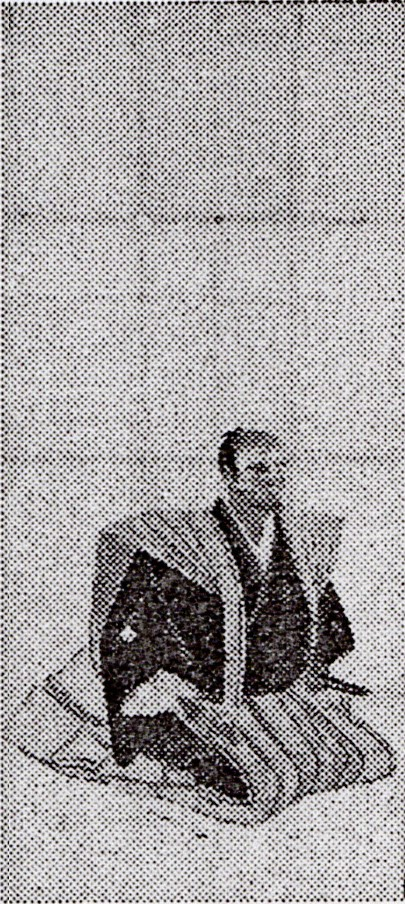
移封を嘆いた松平定永

#### 三方お得替え
代わって陸奥白河藩から松平定永が白河藩の飛び地である越後国柏崎の所領と共に合計11万石で入った。この久松松平家はかつて桑名藩主であった定重の系統であり、定永は寛政の改革を行った老中首座で白河藩主であった松平定信の嫡男である。この所領替えは隠居していた定信が藩祖・定綱以来の先祖の地である桑名に戻りたいという願望があり、かつては尊号事件で定信と対立していた将軍・徳川家斉も寛政の改革の功労者であり老中であった定信に対する報恩として動いたという。これに対して桑名藩主として113年間も就任し、民心も藩政も安定して墳墓もあり、さらに左遷されるような致命的な失政もなかった奥平松平家の藩主・松平忠堯は何とかこの移封命令を撤回してもらおうと裏工作を行うも、将軍・家斉の力が動いておりどうしようもなかった。しかもそれまで忍藩主であり忠堯同様に失政もなく忍に9代155年もいた阿部正権が白河へ移るという三方領知替えであったため、江戸では、
- 住み慣れし（阿部正権）忍をたちのきあべこべに、お国替えとはほんに白川
- 忍様はおし流されて白川へ、あとの始末はなんと下総（松平忠堯）
- 白川に古ふんどし（松平定永）の役おとし、今度は桑名でしめる長尺

という落首がはやったという。これは松平定信の威光と存在が当時は絶大なものであり、両家は逆らうこともできなかった。
この国替えの際、白河藩では家臣一同が大いに喜びあい、赤飯を炊いて祝ったといわれる。理由は先祖代々の墳墓の地であり故郷に帰還できるためと、寒冷の厳しい白河から温暖で物成もよい桑名であること、京都や大坂に近く東海道の要衝として繁栄していること、桑名には良港があり海の幸の恩恵がありこれは久松松平家にとってはお得替えといわれた。ただし、白河藩時代に久松松平家は1万4000両、そしてこの移封に伴う諸経費が9万両かかって借財は10万4,000両になり、藩財政はますます火の車になった。
一方で、この桑名への移封に関して、松平定永や白河藩の家臣は処罰同然に桑名に移封させられた、という逆の説も存在する。当時、江戸を外国船から守るために房総半島にて海防警備にあたっていた白河藩はその財政的負担に苦しんでおり、松平定永は老中水野忠成に白河藩とほぼ同規模で房総半島に近い下総国佐倉藩への移封を希望していた。これに驚いた佐倉藩主堀田正愛は若年寄であった一族の堀田正敦と相談して、水野忠成や将軍・家斉の父で尊号事件において松平定信と対立していた一橋治済らに移封阻止を懇願した。その結果、水野忠成や遠山景晋（勘定奉行）は佐倉藩が白河藩の海防任務を引き継ぐこと、その理由づけのために白河藩を江戸や房総から遠い桑名の地に転封させることで話を収拾させた。これについては、当時の白河藩側の史料にも松平定永の転封願出の理由は房総警護が「武門の面目」でありこれを果たすためであったのに、思いもよらず桑名への転封を命じられたと記されており、松平定永にとっては桑名は希望する移封先ではなかったことを裏付けている。
なお、定信自身が望んだ移封であるが、定信本人は高齢のため桑名に入部することなく、文政12年（1829年）に72歳で江戸で死去した。

#### 松平定永から定猷まで
藩主となった松平定永は藩財政の再建にとりかかり、文政7年（1824年）からは10年の期限で藩士の知行を削減した。しかし文政12年（1829年）には江戸八丁堀の上屋敷が類焼し、その後も幕府のお手伝い普請を命じられて藩財政はさらに悪化した。定永は桑名の大商人や大坂商人からの借財と御用金でしのいでいる。なお、大坂で発生した大塩平八郎の乱に触発されて起こった生田万の乱では、桑名藩領として越後にあった魚沼・刈羽・三島・蒲原など4郡の飛び地を統括する柏崎陣屋が襲撃されており、生田ら6人全員が死亡、桑名藩も3名が死亡している。
定永は天保9年（1838年）に死去し、長男の松平定和が第2代藩主となる。定和も財政の再建に努めたが、在任3年足らずで天保12年（1841年）に死去した。このため定和の長男・松平定猷が第3代藩主となるが、その時代には水害に見舞われた。幸いにして豊作が続いて藩の米蔵が満杯になり、借財をすることも5年間はなくなった。しかし手伝い普請に江戸屋敷の類焼、安政の大地震による被災と災害が相次ぐ。しかもこの定猷の時代に幕末の激動期に突入し、房総沿岸の警備や京都警備などを任命されて藩財政はますます苦しくなり、その最中で安政6年（1859年）に急死した。
なお、桑名藩領は表高は11万石であるが、実高は桑名本領地は8万3000石（桑名・員弁・朝明・三重）、越後柏崎が5万9000石の14万石であった。また、天保の改革で水野忠邦や鳥居耀蔵に排斥された南町奉行の矢部定謙は桑名藩に預けられて絶食して憤死している。

#### 松平定敬と幕末の動乱

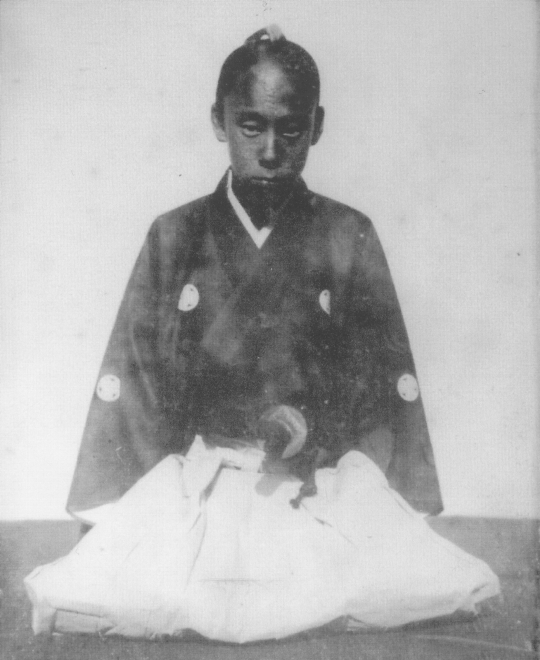
第4代藩主松平定敬

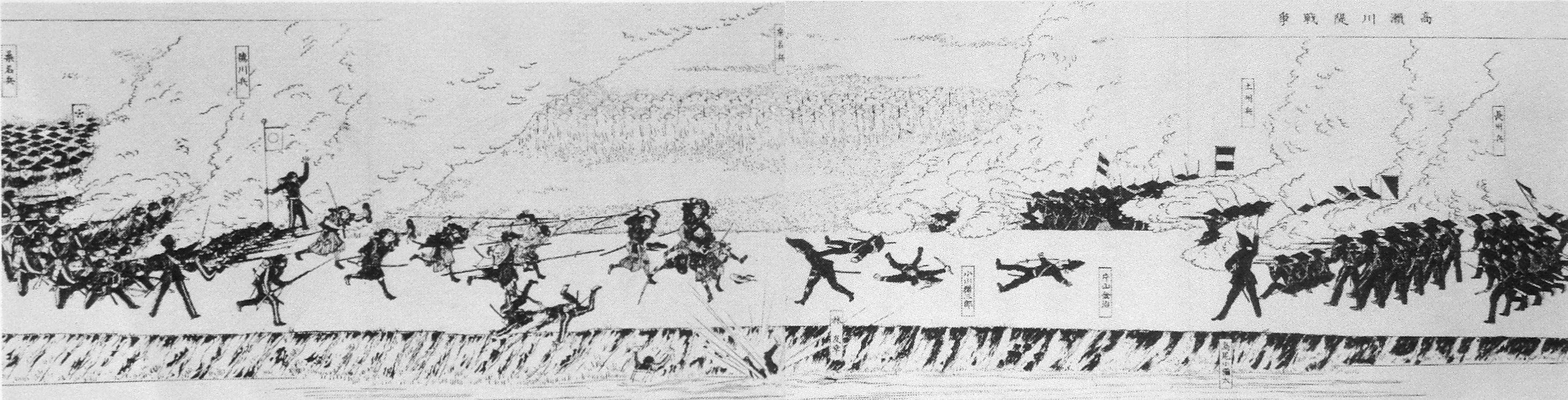
鳥羽・伏見の戦いでの戦闘を描いた絵。和装と洋装とが混在した服装で、槍や剣付き小銃を手に突撃する桑名藩の歩兵が描かれている。援護射撃を加える左奥の集団も「桑名兵」とある

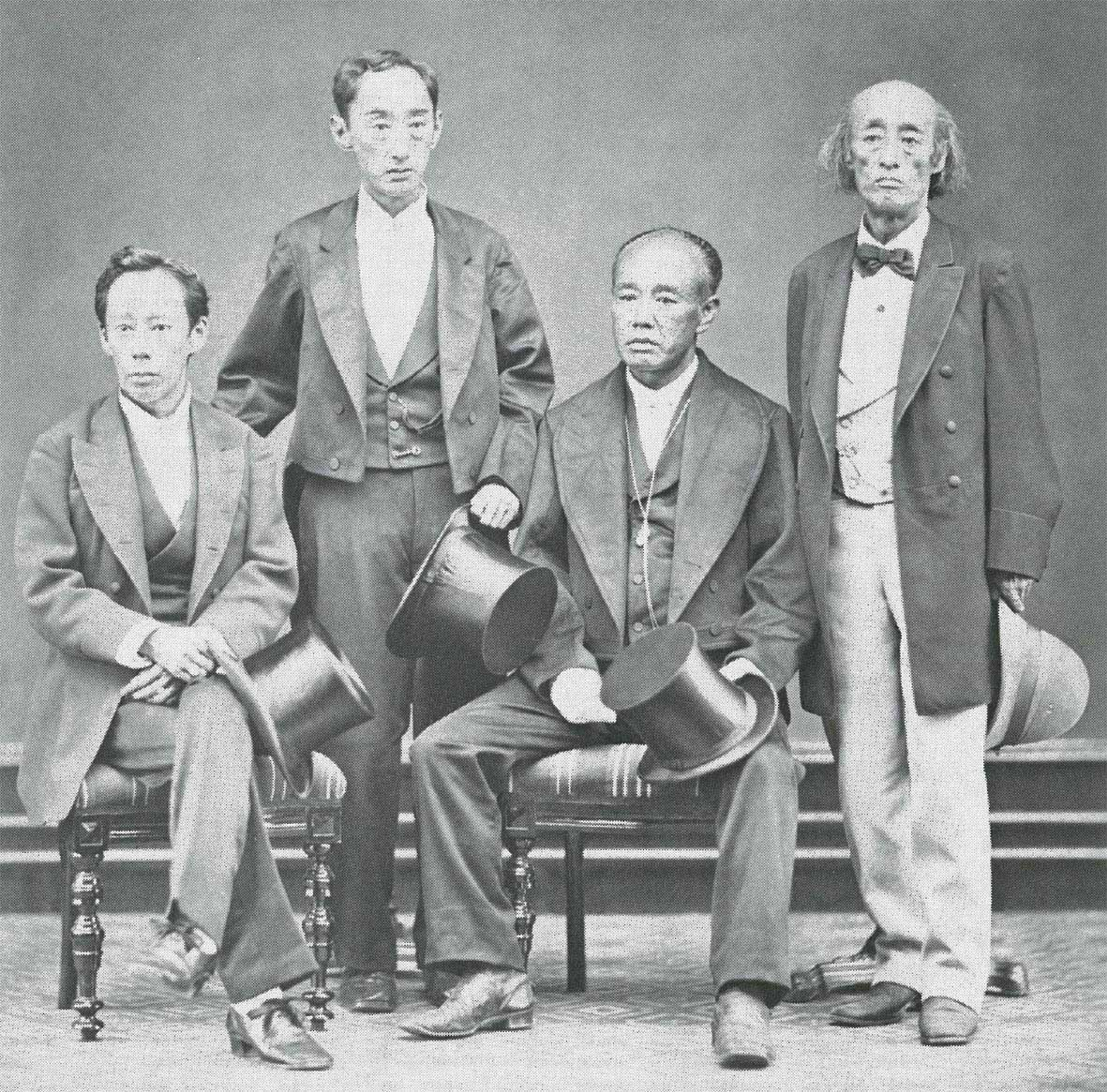
高須四兄弟（1878年9月撮影）
左から松平定敬、松平容保、徳川茂徳、徳川慶勝

松平猷（定猷は徳川家定の時代に猷と改名した）の死後、家督は幕末の多事多難のため、嫡子の万之助（松平定教）では無理と見られて、美濃高須藩松平家から松平定敬が初姫の婿養子として第4代藩主に就任した。この定敬は御三家筆頭の尾張藩主徳川慶勝や徳川茂徳、会津藩主松平容保や石見浜田藩主松平武成らの実弟にあたる。定敬は将軍徳川家茂と同じ弘化3年（1846年）生まれであったことから家茂と仲が良く、厚い信任を受けた。元治元年（1864年）には京都所司代に任命されるが、この際に若年であるからと拒絶したものの（『自歴譜』）、実兄の容保が京都守護職にあったため拒絶しきれず就任した。定敬は容保と兄弟のコンビで兄を助けて京都の治安と西国の監視監督を務め、池田屋事件や禁門の変はこの兄弟の時代に起こっている。2回の長州征討や天狗党の乱でも京都の守備を務めた。京都において容保・定敬兄弟が禁裏御守衛総督となった一橋家当主徳川慶喜と協調することで成立した政治体制は、一会桑政権と呼ばれる。一会桑は孝明天皇からの信任を背景として江戸の幕閣からも独立して権力を行使したが、それだけに長州藩はもとより薩摩藩からも打倒目標とみなされるようになる。さらに第二次長州征伐への対応をめぐり、慶喜と会津・桑名両藩が対立して一会桑体制が瓦解する。
その後の孝明天皇の崩御により、会津・桑名両藩は京都政界での足掛かりをほぼ失うこととなった。王政復古後の小御所会議は慶喜と会桑を排除して行われたが、この会議では京都所司代・京都守護職の免職も当初の議題に含まれていた。しかし会議中に松平定敬は京都所司代を自ら辞職し、容保も同様に京都守護職を辞したため、会議結論の辞職要求は徳川慶喜に対するもののみとなった。こののち、京都駐在の会桑両藩の兵力の扱いが問題となり、徳川慶喜は両藩主を引き連れて大坂に引き退くことで一旦事態を収拾したが、江戸の薩摩藩邸焼き討ちの報が入ると旧幕府と会桑の将兵が激昂して武力上洛への流れとなる。鳥羽・伏見の戦いでは会津・桑名の藩兵が主力となって薩摩・長州と激突した。兵力では幕府軍が有利であり、さらに桑名では軍制改革が行われて近代洋式の軍隊となっていたが、肝心の首脳部が旧態依然とした老職で占められていたために、新居良次郎の奮戦も空しく、実力を発揮できずに敗れた。この時の桑名兵の死者は11名、さらに定敬は大坂城まで撤退して城の守りに兵をつかせていたが、徳川慶喜が単身で関東への敵前逃亡を図ると、命令でそれに同行することを余儀なくされた。
桑名本国では1月3日に薩摩討伐の命令が届けられ、出陣の準備を進めていたが、7日以降になると敗戦・藩主の江戸脱出が知らされ、桑名は大混乱となった。
当時、留守を守る筆頭重臣は惣宰職（家老）の酒井孫八郎であったが、酒井は1月10日夕方に15歳以上の藩士および隠居に総登城を命じ、今後の対応策を協議した。対応策として出されたのは以下の3案であった。
1. 新政府軍への恭順・開城する「恭順論」
2. 開城して全藩士が江戸の定敬に合流して今後を決定する「開城東下論」
3. 新政府軍に抗戦して籠城を辞さない「守戦論」

協議は紛糾して意見がまとまらず、やむなく酒井は藩祖の神前において籤を引いてそれに従うことになり、その結果「開城東下論」に決した。
しかし、先の見えない開城東下論そのものに対する不満に加え、徳川家への忠義や新政府への不信から守戦を唱える者、戦いを無謀と考えて恭順を唱える者は納得せず、特に江戸時代以前から桑名一帯に住んできた小領主層の末裔とされる下士の中には、恭順論へ転向のために実力行使を計画する動きがあった。1月11日、そんな下士の一人である矢田半左衛門は同志を集め、先代・猷の実子である松平定教（万之助）を新藩主として擁立し恭順すべきであるとする決議をまとめ、翌日酒井ら重臣たちに決議を突きつけた。これを知った他の恭順派も次々と同様の要請を行い、守戦派もこれに対抗する意見を出した。そこに桑名藩が朝敵に指定された報が入ると、議論は恭順論に一気に傾いた（神前籤引き騒動）。
ただし実際問題として、定敬が京都所司代として重職にあったため藩の財政は火の車であり、軍兵も主力は鳥羽・伏見の戦いで敗れ、桑名にいたのは老幼兵500名に過ぎず、抗戦は不可能に近い状態で、酒井らは猷の正室であった珠光院（真田幸良の娘）の支持を取り付けた。この際に、あくまで降ることを潔しとしない30名ほどが脱藩して定敬のもとに走った。酒井孫八郎はただちに尾張藩の周旋で恭順を新政府に認めて貰おうと策するが、尾張藩の領内不穏の情報（間もなく青松葉事件が発生する）により伊勢亀山藩へ周旋先を変更し、折しも知己であった薩摩藩の海江田信義が東海道軍の参謀として同藩を訪問すると知るや、直接海江田と交渉を行った。その結果、定教と重臣、鳥羽・伏見の戦いの参戦者で桑名に帰還した者を連れて、四日市の東海道鎮撫総督・橋本実梁の下に出頭することになった。1月23日に定教以下が出頭すると、城の明け渡しと全藩士が城外の寺院で謹慎することが命じられ、その保証のため定教が光明寺に幽閉されることになった。酒井は藩存続のためこれを受け入れ、桑名城は1月28日に無血開城となった。
一方、江戸に移った定敬は兄の容保と共に抗戦を主張したが、徳川慶喜が恭順派に回った上に自らの責任を定敬と容保らになすりつけ、2月10日には遂に2人を登城禁止にする有様であった。慶喜にまで見捨てられた定敬は、飛び地である越後柏崎に入って兄の容保と共に抗戦の意を固めた。なお、これに先立つ1月29日には桑名から定教擁立と桑名城開城決定の報告を受けて決定に従う旨を本国に伝えているため、当初は藩の恭順決定に従う心算であって、抗戦論に転じたのは柏崎移動後とみる見解もある。この逃亡の際に定敬は会津藩、さらに越後長岡藩の河井継之助らと攻守同盟を結んだとされている。桑名藩は会津藩など旧幕府軍と共同して立見鑑三郎など一部の藩士が関東各地を転戦し、宇都宮戦争でも敗れはしたが奮戦した。
一方、桑名城および領地は東海道筋最大の藩であり、かつ藩主・定敬の親戚である尾張藩の管理下に置かれ、酒井孫八郎以下重臣から足軽に至るまでの在桑名の藩士771名が城下の8か所の寺院に収容されて謹慎することになった。これらの寺院は近接しており、これはばらばらに幽閉されて連絡が取れなくなることを恐れた酒井ら藩首脳が先手を打って新政府側に提案した策とされている。酒井ら重臣は新政府によって幽閉状態にある定教を新たな藩主として、宥免を得て藩を存続させることを目指しており、謹慎中の藩士たちを密かに京都や江戸・柏崎に派遣している。前者は桑名藩の宥免工作を、後者は宥免の説得材料として“前”藩主である定敬の帰国を促すものであった。当時、藩士たちは謹慎処分中であり、状況によっては新政府に重罰に処せられる可能性があっただけに命がけの役目であった。また、同藩出身の箏曲師・椙村保寿ら桑名の領民の中にも酒井ら重臣と連絡を取り合って工作に当たる者がいた。こうした工作のうち、先に実現したのは前者であった。閏4月3日、新政府は謹慎中の藩士の監視に当たる尾張藩・安濃津藩の嘆願に応える形で藩重臣と鳥羽・伏見の戦いの従軍者以外の藩士については自宅謹慎に切り替えることとなり、桑名藩宥免に向けた第一歩となった。しかし同時に、定敬が降伏しない限り宥免は出来ないことを改めて示した。閏4月29日、定教が幽閉先の四日市から桑名に戻ることが許され、酒井ら重臣が謹慎していた本統寺で引き続き謹慎することになったが、これによって藩庁の機能が復活することになった。本統寺の藩庁は10月に定教の桑名城居住が認められるまで続いた。その後、鳥羽・伏見の戦い後に大坂で謹慎していた藩士や、江戸・柏崎にいて定敬と行動を共にせず桑名への帰還を望む者の帰国問題も浮上するが、鳥羽・伏見の戦いに参加していた藩士のみを寺院に謹慎させ、他の者は自宅などで謹慎させるなどの措置を取っている。これは、開城後の桑名本国の藩士たちが恭順の姿勢を見せていることや、監視要員を出している尾張藩・安濃津藩の経済的負担を考慮したものであった。
一方、柏崎では家老の吉村権左衛門が恭順派として強い権勢を誇っていた。吉村は藩祖の松平定綱が5000石で招いた吉村又左衛門の子孫である。当代の権左衛門は800石であったが、定敬から主戦派の山脇十左衛門を遠ざけた。さらに、吉村が柏崎の全藩士を連れて桑名に戻り恭順しようとする計画を知った定敬は、山脇と結託して吉村を暗殺した。皮肉にもこの日は桑名本国では、桑名藩宥免に向けた新政府による寛典の第1弾が行われた日であった。こうして柏崎の桑名兵は主戦派が実権を握り、山脇や立見が中心人物となって雷神隊など4隊が結成された。この桑名軍は旧幕府軍最強としてその名を轟かせ、旧態依然とした家老らを排除して能力優先の革新的な軍隊となった。この軍隊は高田藩から進撃してきた山縣有朋率いる新政府軍を鯨波戦争で撃破し、その後も各地で新政府軍を破ったが、友軍の長岡藩、会津藩などが敗れて重要な拠点である鯨波と柏崎を放棄せざるを得なくなる。新たに妙法寺を拠点とした桑名軍は、立見の活躍により5月には兵の損失皆無で新政府軍を赤田北方で破っている。長岡戦争でも朝日山合戦で立見は大いに活躍し、東山道軍仮参謀で松下村塾出身の時山直八を討ち取って、新政府軍に大打撃を与えた。しかし彼らの活躍は、結果的に桑名本国の藩士たちの謹慎を伸ばすことになり、主戦論が占める定敬周辺と恭順論で固まった本国の間に溝を深めることになった。
その活躍も長くは続かず、立見と共に優秀な指揮官だった河井が戦死、さらに新発田藩の裏切りで新政府軍が海路から新潟に上陸するに及んで、戦線は瓦解した。定敬は兄の容保を頼って会津に落ち延びた。会津戦争でも桑名軍は会津軍と共同して激戦を繰り広げ、立見は自ら抜刀して薩摩軍と戦うほどに奮戦した。その後、寒河江で最後の決戦をした立見ら桑名軍は、庄内藩の軍勢と共に降伏した。
会津からさらに逃亡を続ける定敬は、名を一色三千太郎と改めて榎本武揚と共に箱館に渡った。この際に定敬に随従した17人が、土方歳三の新撰組に入隊している。一方、藩の存続のため定敬の身柄を新政府に差し出す必要があると判断した酒井孫八郎は、自ら五稜郭に乗り込んで定敬を連れ出す決意をし、11月4日に桑名を出発して東京に入り、そこから尾張藩と新政府の了承を得て12月24日に蝦夷地へ入り、翌年1月1日に定敬と面会するとともに、榎本武揚・土方歳三・板倉勝静らに定敬の引渡を要求した。4月になって新政府軍が五稜郭に迫ると、酒井は定敬を強引に連れ出して船に乗せ、酒井は先に東京へ入って定敬を出頭させる準備を始めた。定敬は上海にまで密航逃亡したが、路銀が尽きて外国への逃亡を諦め、新政府に降伏した。

#### 桑名藩の存続決定と終焉
明治元年（1868年）10月9日に松平定教が城主として桑名城に居住することが認められ、11月19日には鳥羽・伏見の戦いの従軍藩士に対する謹慎も自宅謹慎に切り替えられた（「酒井孫八郎日記」）ことで、別の深刻な事態が発生していた。9月25日に開かれた新政府の会議で、参与である木戸孝允は、桑名藩の国元がいくら恭順していても定敬主従が抵抗している限りは、他藩や新政府軍の兵士の心情を考慮すれば条理上宥免は不可能であると述べている。一方で、1月からの長きにわたる定教や酒井以下藩士の恭順に対する寛典は、定教の桑名入城、鳥羽・伏見で新政府軍と交戦した藩士の自宅謹慎（助命の確定）への切り替えによって、それ以上与えるものがなくなってしまい、恭順者に対しては寛典で報いるという条理も行きづまってしまったのである。さらに桑名藩の宥免の遅れは、その城地を預かる尾張藩の負担にもなっており、酒井孫八郎が箱館から定敬を連れ戻そうとする工作には尾張藩士も加担したとされている。
それだけに、明治2年（1869年）4月の定敬の投降は、桑名藩の人々のみならず新政府としても桑名藩宥免の口実が出来たことで安堵させた。椙村保寿が親交の篤い大久保利通に直接、桑名藩宥免を嘆願したのもこの時期のことである。8月15日に桑名藩に対する処分は決定され、松平定教の恭順をもって取り潰しは免れ、所領を11万石から6万石に減らした上で与えるものとされた。8月23日に尾張藩などの兵は桑名から撤退し、9月20日には定教を正式に知藩事に任じて従五位に叙することになった。
定敬は新政府に降伏すると東京で取調べを受け、明治4年（1871年）3月14日に桑名に移され、明治5年（1872年）1月6日まで謹慎を続けた。
その間、明治4年の廃藩置県で桑名藩は廃藩となり、桑名県、安濃津県を経て三重県に編入された。

## 桑名藩のその後
桑名藩士は廃藩置県から2年後に禄高交付が廃止されて収入が絶たれると、下級役人や教員・軍人に求職した。しかし桑名は朝敵となったことから、いわれなき差別を受けて肩身の狭い思いをしており、西南戦争では怨みを晴らすために400名もが出征している。明治時代には地の利を生かし、富国強兵の軍需産業の活発化に乗じて重工業が大いに発展した。

## 社会

### 産業
桑名は藩の成立前から楽市制が敷かれ、「十楽の津」と呼ばれて繁栄していたが、藩が成立して本多忠勝が慶長期に周到な町割を実施すると、商工業者が呼び集められて城下が経済的に発展することを最重要事とした。鋳物師や瓦師、陶工などには住居が与えられて税は免除、名字帯刀が許されるなどの保護特権が与えられ、商工業者は町割りの際に同業者を集めてそのまま油町、紺屋町、鍛冶町、鍋屋町、魚町、船馬町、風呂町、伝馬町が誕生し、その町名がそのまま現在まで続いている。
桑名で商業が盛んになった理由は、東海道の要衝であることと船便の良さに求められる。農業に関しても桑名米は品質優良で、桑名は船便で全国有数の米集散地でもあったが、江戸時代になると米取引所まで開かれて、その相場は江戸や大坂にも大きな影響を与えた。また桑名米は近隣諸国の酒造には欠かせず、争って使用されたため、その価値は大変高かった。江戸時代中期に江戸が大消費都市になると、桑名米や幕府領の年貢米（美濃など）は桑名に運ばれた上で江戸と大坂に運ばれている。
松平定綱が藩主になると、定綱が地場産業を奨励して自ら何度も巡視に訪れたこともあり、果樹に醸酒、銘茶などの特産が新たに生まれた。これらも桑名が交通の要衝地であったためで、木材などは木曾や飛騨、伊勢南部に紀伊から集められて集散地となっている。
幕府による参勤交代が定められると街道が整備されたが、桑名も例外ではなく、陸上・海上交通が盛んになった。御船奉行が設置され、桑名には大小の回船（御座舟）が10数艘があった。他の漁船や大小の船を合わせると300艘は優に超えていた。このため桑名には、諸大名が逗留するための定宿の本陣や脇本陣が造られ、一般の旅客が宿泊する旅籠も120軒もあり、東海道でも有数の賑わいとなった（同じ伊勢国内でも、亀山は旅籠が21軒しかなかった）。

### 特産物
桑名の名物として有名なのは海産物の蛤である。富田の焼き蛤など、桑名藩領の蛤は殻が大きく、肉厚で極めて美味であった。これは木曽川や揖斐川の河口が淡水と海水の交じり合う場所で栄養豊富であり、かつ深い泥砂があって蛤の成長に適した場所だったためである。そのため桑名蛤は徳川家康をはじめ歴代将軍にも献上された。当時は焼蛤が主流であり、街道沿いの茶屋では必ず売られて旅人は必ず焼蛤を食したといわれるほどであり、殻の形や色合いも見事で貝合わせや膏薬の容器としても珍重された。また時雨蛤（煮蛤）は美味な保存食として有名となり、販路も広かった。
陶器では万古焼が主流となったが、これは製品に万古あるいは万古不易の烙印を押したためであり、幕府の御用も務めたほどで江戸万古となり、その後も各地に技術が伝わってそれぞれの地名を冠した万古焼が誕生した。
刀剣では徳川家に祟りをなしたとされる村正が伊勢刀鍛冶の元祖である。村正は切れ味抜群で比類無しと称えられたが、この祟りのために徳川時代には冷遇された。ただし幕末には、志士からその伝説のために愛用された。
他に現在に伝わる名産品として、安永餅やたがね煎餅、地ビールとして上馬、清酒では上馬にかれかわ、久波奈がある。

## 文化・教育
桑名では江戸時代中期までは、あまり文化的には発展がなかった。しかし松尾芭蕉が3度桑名を訪れて、桑名で数度歌を詠んでいることが文化発展の端緒となる。曲亭馬琴も桑名を訪問しているが、この際に桑名の俳諧を酷評している。他にも歌川広重に清河八郎、河井継之助などが訪れるなど、著名人がたびたび桑名を訪れた記録が多い。著名人では他に坂本龍馬（七里の渡しで放尿したところを警備の桑名藩士に一喝されたといわれる）、江戸遊学途中の吉田松陰、シーボルトなども桑名を訪れている。
桑名藩主に松平定永が就任すると、陸奥白河藩主だった定信により創設されていた藩校の立教館がそのまま白河から桑名に移っている。教育内容は国学、漢学、詩歌、軍学など多岐にわたっていた。

## 人口の増減
桑名は江戸時代前期から元禄にかけて人口や家数が増大し、ピーク時には1万3000人を突破したが、元禄以降は伸び悩んだ。これは、緊縮財政下による増税や災害、飢饉の多発で子供の養育が困難になり、また日本全国で間引き（中絶）や堕胎が行われていたためであり、農村でも離農者が多かったためであった。

## 歴代藩主

### 本多家
譜代 10万石
1. 忠勝
2. 忠政

### 松平（久松）家
親藩 11万石→11万7000石→11万石→11万3000石
1. 定勝
2. 定行
3. 定綱（定行移封に伴い、美濃大垣より弟・定綱入封）
4. 定良
5. 定重

### 松平（奥平）家
親藩 10万石
1. 忠雅
2. 忠刻
3. 忠啓
4. 忠功
5. 忠和
6. 忠翼
7. 忠堯

### 松平（久松）家
親藩　11万3,000石→6万石
1. 定永
2. 定和
3. 定猷
4. 定敬〔京都所司代〕
5. 定教

## 幕末の領地

### 伊勢国
- 桑名郡のうち - 64村

江場村(997石1斗4升0合9勺9才1撮)・本願寺村(149石8斗8升4合9勺9才5撮)・大福村(314石9斗4升1合9勺8才6撮)・矢田村(358石6斗3升2合9勺9才6撮)・上野村〔明治4年・繁松新田〕(250石1斗0升6合0勺0才3撮)・稗田村(385石5斗8升8合0勺1才3撮)・西別所村(432石3斗0升3合0勺0才9撮)・蓮花寺村　451石0斗1升0合9勺8才6撮)・増田村(396石2斗5升3合9勺9才8撮)・糠田村(488石3斗1升2合0勺1才2撮)・能部村(451石9斗5升8合0勺0才8撮)・桑部村(907石7斗2升1合9勺8才5撮)・西金井村(227石9斗9升8合0勺0才1撮)・東金井村(216石8斗3升9合0勺0才5撮)・野田村(114石4斗1升0合0勺0才4撮)・安永村(680石2斗6升0合0勺1才0撮)・和泉村(559石8斗1升4合0勺2才6撮)・小泉新田(655石2斗0升2合0勺2才6撮)・福江新田(135石8斗6升7合9勺9才6撮)・萱町新田(40石7斗5升7合0勺0才0撮)・福地新田(45石0斗8升4合0勺0才0撮)・福岡新田(24石9斗1升5合0勺0才1撮)・末広新田(95石0斗3升7合0勺0才3撮)・一之新田〔明治4年・285石7斗1升4合〕・大平新田(101石6斗9升9合9勺9才7撮)・福本新田(120石8斗8升6合0勺0才2撮)・大貝須新田(350石6斗3升1合9勺8才9撮)・立田新田〔明治4年・60石4斗1升7合〕・小貝須村(1195石6斗5升6合0勺0才6撮)・赤須賀新田〔明治4年・猟師町(685石8斗4升3合9勺9才4撮)〕・東野村(80石6斗8升0合0勺0才0撮)・西方村(670石3斗1升2合9勺8才8撮)・北別所村(353石5斗5升8合0勺1勺才4撮)・東方村(1682石8斗8升6合9勺6才3撮)・桑名(1437石7斗8升2合9勺5才9撮)・東汰上村(730石8斗3升8合9勺8才9撮)・蛎塚新田(341石2斗2升7合9勺9才7撮)・上深谷部村(691石3斗0升6合0勺3才0撮)・今島村(818石9斗3升1合0勺3才0撮)・上之輪新田(1041石8斗5升4合0勺0才4撮)・西汰上村(344石7斗4升8合9勺9才3撮)・下深谷部村(2331石8斗1升0合05才9撮)・太夫村(46石2斗7升9合9勺9才9撮)・播磨村(352石3斗8升2合9勺9才6撮)・福島村(757石0斗0升4合0勺2才8撮)・多度村(154石9斗0升8合9勺9才7撮)・古野村(456石6斗5升4合9勺9才9撮)・美鹿村(252石8斗6升3合9勺9才8撮)・北猪飼村(280石8斗5升6合9勺9才5撮・猪飼村(253石3斗4升1合9勺9才5撮)・力尾村(280石6斗0升9合9勺8才5・御衣野村(701石8斗1升5合0勺0才2撮)・小山村(957石2斗7升1合9勺7才3撮)・下野代村(928石2斗4升4合0勺1才9撮)・上肱江村(143石6斗4升1合9勺9才8撮)・下肱江村(215石0斗8升5合9勺9才9撮)・戸津村(487石8斗9升0合0勺1才5撮)・柚井村(353石7斗0升0合0勺1才2撮)・香取村(589石1斗4升6合9勺7才3撮)・中須村(495石9斗3升7合9勺8才8撮)・大鳥居村(788石2斗8升4合9勺7才3撮)・庄九郎新田(115石7斗8升7合0勺0才3撮)・南之郷村〔明治4年・1000石0斗0升0合〕・白鶏新田〔明治4年・1000石0斗0升0合〕
- 員弁郡のうち - 83村（うち43村は名古屋藩取締所を経て度会県に編入）

石榑下村(108石0斗3升5合0勺0才4撮)・石榑東村(755石0斗5升7合0勺0才7撮)・石榑北村(600石4斗1升4合9勺7才8撮)・石榑南村(939石2斗5升7合9勺9才6撮)・片樋村(559石1斗9升3合9勺7才0撮)・星川村〔明治4年・厳新田(530石9斗5合3升0勺0才3〕・星川村(530石9斗5合3升0勺0才3撮)・森忠村(358石0斗8合5升9才99撮)・芳ヶ崎村(372石0斗3升3合9勺9才7撮)・五反田村(327石1斗3升0合0勺0才5撮)・嘉例川村(113石2斗0升3合0勺0才3撮)・大仲新田(82石6斗1升2合0勺0才0撮)・穴太村(792石9斗5升6合9勺7才0撮)・筑紫村(361石0斗4升1合9勺9才2撮)・瀬古泉村(370石3斗0升0合9勺9才5撮)・山田村(970石0斗5升1合0勺2才5撮)・六把野新田(431石1斗0升4合0勺0才4撮)・北山田村(373石7斗0升0合0勺1才2撮)・八幡新田(255石7斗1升4合9勺9才6撮)・東一色村(844石7斗1升1合9勺7才5撮)・西方村(455石2斗7升6合0勺0才1撮)・金井村(631石3斗9升6合9勺7才3撮)・楚原村(302石7斗1升4合99才6撮)・御薗村(132石2斗5升5合0勺0才5撮)・下笠田村(351石0斗3升9合0勺0才1撮)・笠田新田(284石5斗5升3合0勺0才9・宇野村(75石0斗7升0合0勺0才0撮)・坂東新田(0石0斗0升0合0勺0才0撮)〔明治4年・大繩場〕・市ノ原村(515石4斗4升2合9勺9才3撮)・畑新田(160石5斗6升5合9勺9才4撮)・上笠田村(302石7斗7升8合0勺1才5撮)・大泉新田(　1367石9斗8升8合0勺3才7撮)・酉ノ新田(45石5斗0升2合9勺9才8撮)・松名新田(14石6斗3升6合0勺0才0撮)・平野新田(69石2斗4升2合9勺9才6撮)・大辻新田(36石0斗0升6合0勺0才1撮)・南中津原村(493石6斗7升4合0勺1才1撮)・麻生田村(556石5斗3升6合0勺1才1撮)・其原村(266石5斗8升7合0勺0才6撮)・京ヶ野新田(97石9斗3升1合9勺9才9撮)		
- 員弁郡のうち -　元桑名藩領名古屋藩取締

石榑北村〔明治4年・石榑北山村　306石2斗1升0合9勺9才9撮〕・丹生川久保村(200石0斗0升0合0勺0才0撮)・丹生川中村(871石9斗2升4合0勺1才1撮)・丹生川上村(814石4斗7升9合9勺8才0撮)・丹生川下村(707石4斗8升2合9勺7才1撮)・阿下喜村(1567石2斗9升7合9勺7才4撮)・瀬木村(155石4斗9升4合9勺9才5撮)・下相場村(219石5斗7升4合9勺9才7撮)・川合村(348石9斗4升6合9勺9才1撮)・日内村(411石4斗1升9合0勺0才6撮)・長尾村(228石2斗2升7合9勺9才7撮)・上相場村(439石8斗3升4合9勺9才1撮)・上ノ山田村(210石4斗2升7合0勺0才2撮)・清司原村下組(168石2斗2升7合0勺0才5撮)・清司原村上組(118石1斗2升8合9勺9才8撮)・深尾村(73石7斗2升8合9勺9才6撮)・川原村(481石3斗8升8合0勺0才0撮)・千司久連新田(68石4斗9升5合0勺0才3撮)・二ノ瀬村(276石7斗7升3合0勺1才0撮)・小原一色(161石7斗9升4合9勺9才8撮)・田辺村(579石3斗2升7合0勺2才6撮)・塩崎村(222石6斗1升5合9勺9才7撮)・畑毛村(281石8斗1升3合9勺9才5撮)・向平村(196石12合8升9勺9才8撮)・下平村(477石4斗8升9合9勺9才0撮)・飯倉村(145石5斗6升7合9勺9才3撮)・西貝野村(435石4斗3升4合9勺9才8撮)・東貝野村(475石5斗3升5合0勺0才4撮)・皷村(231石1斗6升4合9勺9才3撮)・北中津原村(567石2斗9升9合0勺1才1撮)・東禅寺村(644石9斗6升3合9勺8才9撮)・新町新田(36石1斗2升7合9勺9才8撮)・石川村(441石4斗5升9合9勺9才1撮)・下野尻村(458石5斗0升2合9勺9才1撮)・西野尻村(462石4斗9升6合0勺0才2撮)・市場村(459石3斗1升3合9勺9才5撮)・志礼石新田(48石3斗5升6合9勺9才8撮)・本郷村(793石8斗9升0合9勺9才1撮)・大貝戸村(480石6斗5升7合0勺1才3撮)・坂本村(615石5斗2升0合0勺2才0撮)・山口村(665石1斗9升8合9勺7才5撮)・篠立村(503石0斗0升5合0勺0才5撮)・古田村(528石2斗8升6合9勺8才7撮)		
- 朝明郡のうち - 30村

東富田村(431石5斗1升6合9勺9才8撮)・富田一色村(304石3斗1升5合0勺0才2撮)・松原村(297石3斗4升6合9勺8才5撮)・高松村(541石0斗1升7合0勺2才9撮)・豊田村　(1057石9斗1升1合9勺8才7撮)・松寺村(418石1斗3升8合0勺0才0撮)・蒔田村(341石8斗9升9合9勺9才4撮)・西富田村(791石6斗0升1合0勺1才3撮)・北村(351石1斗7升0合9勺9才0撮)・茂福村(1048石5斗1升6合9勺6才8撮)・八幡村(363石6斗6升5合0勺0才9撮)・羽津村(1526石3斗4升3合9勺9才4撮)・豊広新田(45石1斗1升7合0勺0才1撮)・戌亥新田(48石6斗1升8合9勺9才9撮)・吉沢村(151石9斗6升2合9勺9才7撮)・葭野新田(42石7斗0升9合0勺0才0撮)・柿村(1076石6斗6升6合9勺9才2撮)・小向村(1168石2斗9升7合9勺7才4撮)・繩生村(1449石0斗5升2合9勺7才9撮)・当新田(418石1斗8升3合0勺1才4撮)・北福崎村(223石0斗5升4合0勺0才1撮)・亀須新田(119石0斗0升0合0勺0才0撮)・亀尾新田(99石2斗8升6合0勺0才3撮)・亀崎新田(322石2斗4升7合9勺8才6撮)・南福崎村(464石8斗4升1合0勺0才3撮)・豊田一色(354石5斗5升6合0勺0才0撮)・天ヶ須賀村(505石0斗8升5合9勺9才9撮)・太郎左衛門新田／善平新田(47石8斗4升4合0勺0才2撮)・豊崎新田(100石2斗8升3合9勺9才7撮)	
- 三重郡のうち - 9村（うち1村は度会県、8村は名古屋藩取締所を経て度会県に編入）

川尻村(806石3斗2升7合0勺2才6撮)	
- 三重郡のうち元桑名藩領名古屋藩取締

本郷村(1066石3斗1升0合0勺5才9撮)・南川村(1021石6斗4升0合0勺1才5撮)・南五味塚村(444石7斗5升1合0勺0才7撮)・北五味塚村(967石3斗3升5合9勺9才9撮)・吉崎新田(175石4斗4升2合9勺9才3撮)・北一色村(487石1斗3升0合0勺0才5撮)・小倉村(1014石1斗9升7合9勺9才8撮)・吉崎附新田(25石1斗9升5合0勺0才0撮)		

### 越後国
- 古志郡のうち - 4村（第1次柏崎県に編入）

釜ヶ島村(317石8斗9升3合0勺0才5撮)・岩野村(384石1斗3升5合0勺1才0撮)・福道村(654石6斗8升4合0勺2才1撮)・南新保村(115石3斗7升5合9勺9才9撮)
- 魚沼郡のうち - 22村（同上）

木落村(310石7斗0升1合9勺9才6撮)・長井新田(60石5斗2升5合0勺0才2撮)・新町新田(265石7斗0升3合0勺0才3撮)・下平新田(121石9斗8升1合0勺0才3撮)・上野村(573石6斗8升4合0勺2才1撮)・祖師村(85石9斗9升0合9勺9才7撮)・星名新田(41石6斗9升3合0勺0才1撮)・鶴吉村(68石4斗1升4合0勺0才1撮)・霜条村(288石6斗8升7合0勺1才2撮)・坪山村(186石8斗1升1合0勺0才5撮)・高原田村(102石0斗3升0合9勺9才8撮)・三領村(164石2斗9升6合9勺9才7撮)・伊勢平次村(137石2斗3升1合9勺9才5撮)・中屋敷村(257石6斗1升2合0勺0才0撮)・水口沢村(217石6斗4升5合9勺9才6撮)・山野田村(24石9斗0升8合0勺0才1撮)・東善寺村(102石9斗5升4合0勺0才2撮)・稲葉村(134石0斗0升5合9勺9才7撮)・山谷村(203石2斗2升9合0勺0才4撮)・小泉村(221石7斗0升1合9勺9才6撮)・南鐙坂村(256石9斗6升8合9勺9才4撮)・北鐙坂村(261石0斗1升8合0勺0才5撮)	
- 刈羽郡のうち - 82村（同上）

大坪村(175石8斗4升5合0勺0才1撮)・西室西淵新田(42石1斗9升3合0勺0才1撮)・井岡村(352石9斗2升7合0勺0才2撮)・大塚村(665石7斗9升6合0勺2才1撮)・悪田村(66石3斗3升4合0勺0才0撮)・長浜村(121石8斗0升3合0勺0才1撮)・比角村(921石6斗7升2合9勺7才4撮)・柏崎町(298石9斗0升7合勺9勺9才0撮)・上田尻村(656石8斗5升7合9勺7才1撮)・藤井村(2561石5斗3升2合9勺5才9撮)・茨目村(803石3斗9升5合9勺9才6撮)・下田尻村(537石7斗4升5合9勺7才2撮)・正明寺村(28石8斗6升2合0勺0才0撮)・新田畑村(338石6斗7升5合9勺9才5撮)・両田尻村(182石6斗3升4合0勺0才3撮)・土合村(239石5斗3升1合0勺0才6撮)・土合新田(218石8斗2升4合0勺0才5撮)・下大新田(616石5斗5升1合0勺2才5撮)・釼村(849石5斗5升9合9勺9才8撮)・上大新田(377石7斗0升4合9勺8才7撮)・畔屋村(598石2斗4升4合9勺9才5撮)・中田村(1156石1斗4升6合9勺7才3撮)・与三村(489石7斗7升8合0勺1才5撮)・矢田村(553石6斗1升7合0勺0才4撮)・吉井村(　1271石0斗1升4合0勺3才8撮)・曾地新田(64石1斗2升5合9勺9才9撮)・大広田村(303石9斗3升2合0勺0才7撮)・北条村(1987石8斗2升3合9勺7才5撮)・小島村(　433石9斗2升8合9勺8才6撮)・山澗村(358石2斗4升3合0勺1才1撮)・長鳥村(1138石9斗3升7合0勺1才2撮)・善根村(678石2斗9升0合1勺6才1撮)・南条村(800石1斗6升6合0勺1才6撮)・南条新田分(19石2斗7升1合9勺9才9撮)・加納村(795石0斗9升1合9勺8才0撮)・宮平村(312石8斗1升9合0勺0才0撮)・与坂村(344石7斗2升3合9勺9才9撮)・安田村(1817石1斗1合9升0勺1才9撮)・中浜村(30石1斗2合2升9勺9才9撮)・大久保村(388石8斗7升5合0勺0才0撮)・下宿村(18石2斗3升3合0勺0才0撮)・鯨波村(667石0斗7升8合9勺7才9撮)・上方村(381石5斗0升5合0勺0才5撮)・枇杷島村(2421石5斗3升5合8勺8才9撮)・釼野村(295石4斗3升8合9勺9才5撮)・桜井新田(36石1斗4升7合9勺99撮)・堀村(515石5斗6升0合9勺74撮)・山谷分(51石3斗8升2合9勺9才9撮)・藤橋村(455石7斗6升1合9勺9才3撮)・小池分(65石0斗9升1合0勺0才3撮)・横山村(693石2斗1升6合0勺03撮)・岩上村(352石3斗7升7合0勺1才4撮)・新道村(1398石8斗1升0合0勺5才9撮)・南下村(408石3斗2升0合0勺0才7撮)・宮ノ窪村(634石6斗9升7合9勺98撮)・北川原分(268石1斗5升4合9勺9才9撮)・城川原分(198石8斗9升1合9勺9才8撮)・小田山新田(33石7斗7升0合0勺0才0撮)・古町村(168石7斗3升7合0勺0才0撮)・細越村(249石4斗3升8合9勺9才5撮)・田代分(13石6斗2升9合0勺00撮)・山口村(264石1斗9升7合9勺98撮)・芋川村(179石8斗3升7合9勺97撮)・貝淵村(82石9斗3升6合9勺9才6撮)・水上村(351石5斗2升0合9勺9才6撮)・佐水村(267石6斗3升8合0勺0才0撮)・黒滝村(366石9斗2升8合9勺8才6撮)・久米村(672石4斗6升8合0勺1才8撮)・野田分(1139石2斗9合3升9勺4才5撮)・市野新田(53石7斗3合7升2勺0才9撮)・宮川新田(75石7斗2升2合0勺0才0撮)・木沢村(300石5斗2升3合9勺8才7撮)・田屋村(726石9斗0升6合0勺0才6撮)・漆島村(102石2斗7合2升0勺0才3撮)・荻ノ島村(205石6斗6合6升0勺0才0撮)・門出村(330石9斗7合5升0勺0才6撮)・門出新田分(1石5斗3合6升0勺0才0撮)・栃ヶ原村(132石0斗7合4升0勺0才5撮)・岡田村(350石9斗7合7升9勺9才7撮)・森近村(162石4斗0合8升0勺0才5撮)・苔野島村(231石5斗9合3升9勺9才4撮)・上岩田村(279石8斗4合5升0勺0才1撮)		
- 三島郡のうち - 30村（同上）

志戸橋村(301石3斗3升4合0勺1才5撮)・田頭村(709石7斗0升3合9勺7才9撮)・夏戸村(927石5斗3升8合0勺2才5撮)・年友村(635石7斗3升1合0勺1才8撮)・引岡村(350石3斗1升2合9勺8才8撮)・吉村(250石3斗4升8合9勺9才9撮)・大地村(164石6斗9升4合0勺0才0撮)・戸崎村(529石2斗2升3合9勺9才9撮)・円上寺村(141石7斗0升5合9勺9才4撮)・寺泊町(419石4斗3升7合0勺1才2撮)・白岩村(107石0斗5升1合0勺0才3撮)・野積村(235石7斗7升4合9勺9才4撮)・大和田村(233石6斗2升5合0勺0才0撮)・郷本村(137石8斗2升6合9勺9才6撮)・大河津村(603石0斗4升9合0勺1才1撮)・町軽井村(481石3斗0升8合0勺1才4撮)・北曾根村(283石6斗0升5合0勺1才1撮)・中条村(58石4斗6升0合9勺9才9撮)・万善寺村(264石2斗0升8合0勺0才8撮)・万善寺村(264石2斗0升8合0勺0才8撮)・高内村(　246石4斗4升5合9勺9才9撮)・求草村(288石7斗7升4合9勺9才4撮)・入軽井村(405石3斗5升5合0勺1才1撮)・矢田村(265石6斗9升0合0勺0才2撮)・有信村(68石2斗1升3合9勺9才7撮)・三瀬ヶ谷村(139石8斗2升6合0勺0才4撮)・北野村(483石4斗9升4合9勺9才5撮)・根小屋村(140石5斗5升6合0勺0才0撮)・五千石村(945石9斗5升2合0勺2才6撮)・野中才村(280石4斗4升1合0勺1才0撮)・間瀬村(153石4斗6升4合0勺0才5撮)		
- 蒲原郡のうち - 7村（第1次新潟県に編入）

砂子塚村(465石4斗5升4合0勺1才0撮)・横田村(1861石3斗6升0合9勺6才2撮)・小池村(1192石0斗3升2合9勺5才9撮)・道金村(243石8斗1升1合0勺0才5撮)・塚之目村(892石2斗4升4合0勺1才9撮)・塚之目村古料(40石4斗3升1合9勺9才9撮)・鶴田新田(206石4斗4升4合0勺0才0撮)	

## 幕末の預所
以下の幕府領を預所としていた。

### 越後国
- 古志郡のうち -17村

木沢村(81石1斗2升7合9勺9才8撮)・竹沢村(204石6斗1升7合9勺9才6撮)・下内新田(7石6斗6升8合0勺0才0撮)・花連都新田(4石0斗5升5合0勺0才0撮)・迎田村(6石5斗2升4合0勺0才0撮)・間内平村(3石9斗8升2合0勺0才0撮)・山中村(4石3斗7升6合0勺0才0撮)・胡桃沢村(5石3斗3升7合0勺0才0撮)・宮野越村(4石9斗4升1合0勺0才0撮)・荷頃村(119石3斗2升0合9勺9才9撮)・蘭木新田(6石9斗8升1合0勺0才0撮)・小栗山村(210石3斗9升1合0勺0才6撮)・十兵衛新田(8石5斗9升9合0勺0才0撮)・落合村(9石8斗7升2合0勺0才0撮)・虫亀村(113石0斗3升9合0勺0才1撮)・蓬平村(188石0斗1升8合9勺9才7撮)・種苧原村(237石4斗0升1合0勺0才1撮)	
- 魚沼郡のうち -20村

干溝村(503石8斗2升1合0勺1才4撮)・干溝新田(141石3斗1升5合0勺0才2撮)・板木村(335石8斗8升9合0勺0才8撮)・大浦村(168石7斗9升1合0勺0才0撮)・山崎新田(114石6斗5升3合9勺9才9撮)・山崎村(188石8斗0合0升9勺9才5撮)・井口新田(185石8斗5升2合0勺0才5撮)・池平村(235石1斗4升2合5勺0才2撮)・池平新田(22石3斗6升1合0勺0才0撮)・芋川村(137石6斗2升3合9勺9才3撮)・池平三ツ又新田(27石1斗7升0合0勺0才0撮)・吉田村(85石8斗2升9合0勺1才0撮)・木山沢新田(67石3斗3升4合0勺0才0撮)・大沢村(246石1斗8升2合0勺0才7撮)・葎沢村(76石5斗1升4合0勺0才0撮)・下折立村(126石1斗7升7合0勺0才2撮)・折立又新田(20石1斗1升1合0勺0才0撮)・上折立村(81石0斗1升3合0勺0才0撮)・大栃山村(115石8斗0升8合5勺0才2撮)・大白川新田(74石1斗1升5合9勺9才7撮)
- 刈羽郡のうち -31村（以上は第1次柏崎県に編入）

尾町村(170石8斗8升4合0勺0才3撮)・灰爪村(104石0斗5升2合0勺0才2撮)・石地村(182石7斗3升5合0勺0才1撮)・別山新田(8石0斗5升6合0勺0才0撮)・滝谷村(355石0斗2升9合9勺9才9撮)・坂田村(281石3斗2升7合5勺1才5撮)・入和田村(玉泉寺持)　36石5斗0升2合9勺9才8撮)・入和田村(79石2斗2升4合9勺9才8撮)・成沢村(87石2斗1升0合9勺9才9撮)・刈羽村(791石7斗3升7合9勺7才6撮)・下高町村(37石4斗7升9合0勺0才0撮)・善根村(530石4斗0升3合8勺0才9撮)・嶺村(110石1斗6升7合0勺0才0撮)・軽井川村(585石3斗6升9合0勺1才9撮)・下方村(339石9斗0升7合0勺1才3撮)・下方村(339石9斗0升7合0勺13撮)・佐藤池新田(189石1斗3升2合9勺9才6撮)・半田村(571石1斗3合8升0勺0才0撮)・大河内新田(52石2斗1合4升0勺0才1撮)・女谷村(751石4斗7升4合9勺7才6撮)・清水谷村(96石5斗0合9升0勺0才3撮)・谷川分(17石0斗8合2升0勺0才1撮)・市野新田(103石3斗2合6升7勺9才0撮)・折居村(316石1斗6合4升0勺0才1撮)・石黒村(170石5斗2升0合9勺9才6撮)・岡野町村(533石1斗5升6合0勺0才6撮)・山室村(850石2斗3升1合0勺1才8撮)・大沢村(373石3斗6升8合9勺8才8撮)・石曾根村(1119石7斗8升5合0勺3才4撮)・山横沢村(247石9斗4升0合9勺9才4撮)・新町村(202石5斗1升3合0勺0才0撮)・七日町村(671石8斗4升1合2勺4才8撮)
- 蒲原郡のうち -144村（うち56村を第1次新潟県、63村を新発田藩、7村を村上藩、18村を村松藩に編入）

中谷内村（444石2斗5升1合4勺0才4撮)・茅野山村（366石1斗0升9合9勺8才5撮)・荻曾根新田（95石9斗6升7合0勺0才3撮)・小杉村（533石2斗0升8合0勺0才8撮)・本成寺村（271石8斗6升7合0勺0才4撮)・片口村（146石6斗1升3合9勺9才8撮)・東鱈田村（344石4斗3合7升9勺8才8撮)・西鱈田村（156石1斗7合3升9勺9才6撮)・袋村（262石9斗1合0升0勺0才4撮)・如法寺村（155石9斗3升8合0勺0才4撮)・吉田村（420石6斗3升5合0勺1才0撮)・吉田新村（18石4斗5升9合99才9撮)・吉田村古料（33石9斗7升6合0勺0才2撮)・月岡村（1081石0斗2升9合05才3撮)・高林新田（52石3斗1升7合0勺0才1撮)・曲淵村古料（54石2斗9升8合0勺0才0撮)・長嶺村（197石3斗0升9合0勺0才6撮)・福島新田（296石9斗9升3合0勺1才1撮)・浦新田（169石2斗8升9合0勺0才1撮)・曾根新田（148石7斗2升9合9勺9才6撮)・大和田村（31石2斗7升8合9勺9才9撮)・若宮新田新田（3石2斗6升7合0勺0才0撮)・新堀村（330石9斗2升0合9勺9才0撮)・高山新田（15石6斗6升5合0勺0才0撮)・岩淵村（110石1斗7升0合9勺9才8撮)・戸口村（188石4斗3升8合9勺9才5撮)・茅原村（429石5斗4升5合0勺1才3撮)・吉野屋村(555石1斗8升9合0勺2才6撮)・矢田村（214石3斗4升7合0勺0才0撮)・北潟村（1042石8斗1升6合0勺4才0撮)・大面村（334石2斗5升2合9勺9才1撮)・高安寺村（96石2斗3升9合9勺9才8撮)・小滝村（110石2斗8升3合9勺9才7撮)・帯織村（1064石3斗6升6合9勺4才3撮)・前谷内村（71石8斗6升0合0勺01撮)・小谷内村（132石2斗2升7合9勺9才7撮)・尾崎村（401石1斗8升7合9勺8才8撮)・三林村（23石1斗7升1合0勺0才0撮)・小川新田（57石3斗0升7合9勺99撮)・小古瀬村（226石8斗0升9合0勺0才6撮)・二俣村（190石6斗5升8合0勺0才5・善久寺新田　181石9斗9升8合0勺0才1撮)・千把野新田（111石8斗0升6合9勺9才9撮)・中興野新田（111石1斗5升4合9勺9才9撮)・小古瀬新田（92石7斗7升7合0勺0才0撮)・渡前新田（106石6斗2升0合0勺0才3撮)・貝喰新田（707石0斗1升3合9勺7才7撮)・藤原新田（35石4斗6升7合9勺9才9撮)・中曾根新田（127石4斗0升4合9勺9才9撮)・栗林村（1石3斗6升0合0勺0才0撮)・中野東村（576石2斗5升0合9勺7才7撮)・中野中村（645石0斗5升2合9勺7才9撮)・中野西村（647石7斗1升2合3勺4才1撮)・黒坂村（25石3斗2升3合9勺9才9撮)・田之尻村（57石8斗6升8合9勺9才9撮)・下鳥新田（49石1斗1合6升0勺0才1撮)・片桐村（611石4斗1升9合0勺0才6撮)・須戸新田（125石5斗1升9合9勺9才7撮)・柳場新田（125石4斗8升7合9勺9才9撮)・鶴田村（162石8斗4升1合9勺9才5撮)・北野新田（86石7斗4升2合9勺9才6撮)・白山新田（72石9斗3升0合6勺0才3撮)・加茂新田（450石1斗1升8合0勺1才1撮)・東保内村（432石1斗8升5合7勺9才1撮)・西保内村（438石7斗1升6合4勺9才2撮)・矢立新田（233石1斗2升8合0勺0才6撮)・上条村（836石3斗8升5合6勺2才0撮)・東俣新田（10石0斗0升3合0勺0才0撮)・加茂町（1426石4斗6升5合9勺4才2撮)・狭口村（349石0斗0升1合0勺0才7撮)・猿毛村（103石6斗8升1合0勺0才0撮)・坂田村（440石5斗0升7合9勺9才6撮)・坂田村之内（12石6斗8升8合0勺0才0撮)・大右衛門新田（29石5斗2升8合9勺9才9撮)・赤谷新田（15石2斗4升2合0勺0才0撮)・茗荷谷新田（42石5斗6升9合0勺0才0撮)・石田新田（66石1斗2升8合9勺9才8撮)・川舟河村（305石0斗0升6合0勺1才2撮)・千苅新田（151石2斗6升1合0勺0才2撮)・原ヶ崎新田（286石5斗4升1合9勺9才2撮)・保明新田（544石0斗2合3升0勺1才0撮)・湯川村（364石7斗1升7合0勺1才0撮)・吉田新田（291石7斗2升3合9勺9才9撮)・大沢新田（19石0斗4升2合0勺0才0撮)・羽生田村（703石5斗9升8合9勺9才9撮)・田上村（1076石3斗0升1合0勺2才5撮)・矢代田村（421石8斗8升5合0勺1才0撮)・金沢村（251石9斗9升6合9勺9才4撮)・塩谷村（51石2斗7升3合9勺9才8撮)・割町村（74石6斗8升4合9勺9才8撮)・古津村（323石2斗8升1合0勺0才6撮)・東島村（110石1斗0升7合0勺0才2撮)・程島村（400石6斗3升6合9勺9才3撮)・田家村（652石6斗3升6合4勺1才4撮)・西島村古料（40石7斗2合2升0勺0才0撮)・西島村（323石6斗9合7升9勺9才8撮)・中村（293石2斗9合8升0勺0才4撮)・飯柳新田（101石2斗4升2合9勺9才6撮)・柄目木新田（202石6斗5升1合0勺0才1撮)・金沢新田（172石7斗5升1合0勺0才7撮)・向新保新田（98石0斗5升6合0勺0才0撮)・新津村（1125石7斗2升3合0勺2才2撮)・中新田村（208石6斗6升4合9勺9才3撮)・満願寺村（636石0斗7升8合9勺7才9撮)・大安寺村（246石0升0斗3合0勺0才6撮)・六郷村（157石0斗5升2合9勺9才4撮)・上金沢村（44石2斗6升8合0勺0才2撮)・下金沢村（343石1升0斗1合9勺9才0撮)・牧ヶ花村（83石0斗5升6合9勺9才9撮)・新郷屋村（66石3斗8升9合9勺9才9撮)・北村（44石9斗5升7合0勺0才1撮)・金屋村（269石5斗2升9合9勺9才9撮)・下新村　220石2斗4升0合0勺0才5撮)・山崎村（290石5斗8升8合0勺1才3撮)・小口村（223石4斗4升4合0勺0才0撮)・大関村（305石2斗0升9合0勺1才5撮)・岡田村（186石6斗3升0合0勺0才5撮)・田屋村（62石9斗8升1合9勺9才8撮)・猿橋村（17石2斗8升2合0勺0才0撮)・千原村（527石4斗3升1合0勺3才0撮)・大沢村（124石4斗9升4合4勺0才0撮)・米津新村新田（153石2斗5升3合0勺0才6撮)・菅沢村（89石3斗3升5合6勺0才2撮)・丸田村（876石9斗9升9合0勺2才3撮)・橋田村（1349石9斗3升8合5勺9才9撮)・今泉村（1015石2斗9升4合9勺2才2撮)・柄沢村（96石8斗2升8合0勺0才3撮)・不動堂村（137石8斗4升5合0勺0才1撮)・大蔵村（325石3斗1升6合0勺1才0撮)・菅出村（312石0斗1升9合9勺8才9撮)・川内村（87石4斗8升5合0勺0才1撮)・水戸野村（70石0斗2升4合0勺0才2撮)・土淵村（38石4斗5升2合0勺0才0撮)・横渡村（13石9斗5升8合0勺0才0撮)・松野村（72石9斗8升4合0勺0才1撮)・笹目村（91石6斗2升9合9勺9才7撮)・下杉川村（80石4斗0升1合0勺0才1撮)・上杉川村（63石1斗1升5合0勺0才2撮)・仙見谷村（94石6斗1升6合9勺9才7撮)・夏針村（43石5斗8升3合0勺0才0撮)・熊沢村（78石9斗3升5合9勺9才7撮)・暮坪村（77石2斗8升5合0勺0才4撮)・小面谷村（96石9斗8升9合9勺9才8撮)・大谷村（56石9斗5升0合0勺0才1撮)		
元治元年(1864年)6月9日、京都所司代の役知領であった河内国と摂津国の1万石余の預かりを受けた。

### 河内国
- 若江郡のうち - 7村

長田村(1294石8斗9升2合9勺4才4撮)・横枕村(577石8斗0升4合0勺1才6撮)・川俣村(703石1斗7升2合9勺7才4撮)・西堤村(414石5斗9升6合9勺8才5撮)・荒本村(494石4斗2升4合9勺8才8撮)・新家村(338石0斗1升9合0勺1才2撮)・菱江村(1180石4斗2升2合9勺7才4撮)	
- 茨田郡のうち - 2村

諸口村(771石0斗3升4合9勺7才3撮)・横堤村(553石4斗1升6合9勺9才2撮)

### 摂津国
- 東成郡のうち - 2村

放出村(844石8斗5升3合0勺2才7撮)・深江村(776石4斗4升5合9勺8才4撮)	